# Katoite
La katoite (simbolo IMA: Kto) è un minerale appartenente al supergruppo del granato e un idrossido molto raro con la composizione semplificata Ca3Al2(OH)12.

## Etimologia e storia
I granati acquosi con meno di 6H2O o più di 1,5 di silice (SiO2) per unità di formula sono noti dall'inizio del XX secolo. Nel 1906 F. Cornu descrisse l'hibshite, purtroppo con la composizione sbagliata CaO • Al2O3 • 2SiO2 • 2H2O. Nel 1920 William F. Foshag descrisse il minerale plazolite con la composizione 3CaO • Al2O3 • 2(SiO2, CO2) • 2H2O, che attribuì al gruppo della sodalite dell'epoca. Nel 1937, Adolf Pabst fu in grado di assegnare la plazolite al gruppo del granato con la sua indagine strutturale, e Beliankin e Petrov dimostrarono nel 1941 che l'hibschite e la plazolite sono in gran parte identiche nella composizione e nelle proprietà. Hanno descritto l'hibschite/plazolite come una grossularia in cui una molecola di silice è stata sostituita da 2 molecole di acqua, e hanno introdotto il termine grossularoide per questi minerali. Nel 1943, C.O. Hutton e i suoi collaboratori coniarono il nome idrogrossularia per i granati con composizioni tra grossularia e hibschite. Attualmente, tutti i cristalli misti grossularia-katoite con contenuto di OH sconosciuto sono indicati come idrogrossularie. Dalla riorganizzazione del gruppo granato da parte dell'IMA nel 2013, l'hibschite non è più considerata un minerale e tutte le idrogrossularie con più di 1,5 Si per unità di formula sono chiamati grossularie.
Molto prima che la katoite, un'idrogrossularia con meno di 1,5SiO2 per unità di formula, fosse rilevato in natura nel 1984, le fasi sintetiche con tali composizioni erano state già studiate. Già nel 1941, Flint e collaboratori pubblicarono i loro studi sulle fasi sintetiche con composizioni tra il membro finale grossularia e quello privo di SiO2: 3CaO • Al2O3 • 6H2O. Dimostrarono l'esistenza di una serie completa di miscele isomorfe tra questi elementi terminali, alcune costanti reticolari e indici di rifrazione, e coniarono il termine idrogranato per questa serie di miscele, in cui includevano anche la plazolite. Ventitré anni dopo, Claudine Choen-Addad e i suoi collaboratori hanno determinato la posizione dei protoni nella struttura a granato del terminale dell'idrogranato sintetico, dimostrando così l'ipotesi precedentemente pubblicata dello scambio isomorfo di SiO2 per i gruppi 4(OH).
Il minerale katoite è stato descritto solo vent'anni dopo, nel 1984, da Elio Passaglia e Romano Rinaldi e prende il nome da Akira Kato del Museo nazionale della natura e delle scienze di Tokyo. Kato è stato presidente della Commissione IMA per i nuovi minerali, i nomi e la classificazione dei minerali (CNMNC) e la katoite è stata l'ultimo minerale ad essere riconosciuto dal CNMNC sotto la sua presidenza.

## Classificazione
L'attuale classificazione dell'Associazione Mineralogica Internazionale (IMA) colloca la katoite nel supergruppo del granato, dove alla data del 2013 è l'unico minerale con una posizione reticolare coordinata tetraedrica completamente non occupata.
Nell'obsoleta, ma ancora in uso, 8ª edizione della sistematica minerale secondo Strunz, la katoite apparteneva alla classe dei minerali di "silicati e germanati", dove era collocata nella classe dei nesosilicati insieme ad almandino, andradite, calderite, goldmanite, grossularia, henritermierite, hibschite, holtstamite, hydrougrandite, knorringite, majorite, morimotoite, piropo, schorlomite, spessartina, uvarovite, wadalite e yamatoite (screditata perché identica alla momoiite), con i quali forma il "gruppo del granato" con il sistema nº VIII/A.08.
La 9ª edizione della sistematica minerale di Strunz, in vigore dal 2001, colloca anche la katoite nella classe dei "silicati (germanati)". Lì, in base alla sua composizione e struttura, è classificata nel reparto A (nesosilicati), sottodivisione D. "Nesosilicati senza altri anioni" e in particolare alla sottoclasse 9.AD Nesosilicati senza anioni aggiuntivi; cationi in coordinazione [6] e/o maggiore", dove si trova insieme ad almandino, andradite, blytite, calderite, goldmanite, grossularia, henritermierite, hibschite (Rn), holtstamite, idroandradite, kimzeyite, knorringite, majorite, momoiite (IMA 2009-026), morimotoite, piropo, schorlomite, skiagite, spessartina, uvarovite e wadalite con il sistema nº 9.AD.25.
Anche la classificazione dei minerali di Dana, che viene utilizzata principalmente nel mondo anglosassone, colloca la katoite nella classe dei "silicati e germanati" e lì nella sottoclasse dei "nesosilicati: SiO4 con cationi in coordinazione [6] e/o maggiore", dove forma con l'ormai screditato minerale hibschite il "gruppo del granato (idrogranato)" con il sistema nº 51.04.03d.

## Abito cristallino
La katoite cristallizza con simmetria cubica nel gruppo spaziale Ia3d (gruppo nº 230) con 8 unità di formula per cella unitaria. Il parametro del reticolo varia a seconda del contenuto di silicio: tra a = 12,5731 Å (senza Si) e 12,25 Å (1,5Si).
La struttura è quella del granato. Il calcio (Ca2+) occupa la posizione {\displaystyle {\ce {X}}} dodecaedrica circondata da 8 ioni ossigeno, l'alluminio (Al3+) occupa la posizione {\displaystyle {\ce {Y}}} ottaedrica circondata da 6 ioni ossigeno, mentre la posizione {\displaystyle {\ce {Z}}} tetraedrica circondata da 4 ioni ossigeno è prevalentemente non occupata. Gli ioni idrogeno dei gruppi OH si trovano al di sopra delle superfici tetraedriche della posizione {\displaystyle {\ce {Z}}} non occupata. Le informazioni esatte sulla posizione variano: le prime determinazioni strutturali vedono i protoni appena all'interno della posizione vuota del tetraedro, mentre tutti i lavori recenti mostrano le posizioni dei protoni al di fuori del tetraedro.
Le indagini sulla serie di cristalli misti grossularia-katoite non hanno rivelato alcuna indicazione di un'incorporazione ordinata dei gruppi OH e di una concomitante riduzione della simmetria o della formazione di domini ricchi di OH e Si nel cristallo misto. Ciò suggerisce che la degradazione della simmetria dell'holtstamite è causata principalmente dall'incorporazione dello ione Jahn-Teller Mn3+.
Ad alte pressioni (circa 5 GPa), la katoit subisce una trasformazione di fase: la katoite con il gruppo spaziale Ia3d (gruppo nº 230) si trasforma in una fase ad alta pressione con il gruppo spaziale I43d (gruppo nº 220).

## Chimica
La katoite è l'analogo (OH)4- della grossularia, con cui forma una serie cristallina mista secondo la seguente reazione di scambio:
{\displaystyle {\ce {^{[Z]}\Box \,+\,(OH)_{4}^{-}=\,^{[Z]}Si^{4+}\,+\,O_{4}^{2-}}}}
In questa serie, tutte le composizioni con meno del 50% di componente grossularia, cioè meno di 1,5Si per unità di formula, sono indicate come katoite. La composizione misurata dalla località tipo è:
{\displaystyle \mathrm {^{[X]}Ca_{2,96}\,^{[Y]}(Al_{1,85}Mg_{0,01}^{2+}\Box _{0,14})^{[Z]}(Si_{0,69}S_{0,11}\Box _{2,2})O_{2,93}(OH)_{9,07}} }
Piccole quantità di Si4+ possono essere sostituite da S6+. La leggera sotto-occupazione della posizione {\displaystyle {\ce {Y}}} indica una compensazione del carico mediante spazi vuoti in questa posizione:
{\displaystyle {\ce {2^{[Y]}Al^{3+}\,+\,3^{[Z]}Si^{4+}=2^{[Y]}\Box +3^{[Z]}S^{6+}}}}
Nella località tipo della hibshite, l'idrogrossularia si trova insieme al gesso. Questa grossularia ha anche quantità comparabili di zolfo nella posizione del silicio:
{\displaystyle \mathrm {^{[X]}Ca_{3}\,^{[Y]}(Al_{1,61}Fe_{0,22}^{3+}Mg_{0,10}^{2+}\Box _{0,07})^{[Z]}(Si_{1,50}S_{0,17}\Box _{1,33})O_{6,64}(OH)_{5,36}} }
Inoltre, essa contiene un po' di andradite/idroandradite secondo la reazione di scambio:
{\displaystyle {\ce {^{[Y]}Al^{3+}= ^{[Y]}Fe^{3+}}}}
Anche la idrogrossularie sintetiche realizzate con cementi idrati mostrano questo modello di composizioni: 1,3 - 2,1 posti vacanti e basso contenuto di zolfo (0,05 - 0,1 apfu) nella posizione del silicio {\displaystyle {\ce {[Z]}}} e Fe3+ (0,04 - 0,22 apfu), Mg2+ (0,03 - 0,07 apfu) e posti vacanti (0 - 0,5) nella posizione ottaedrica {\displaystyle {\ce {[Y]}}}. Due reazioni di scambio sono proposte per la sostituzione di alluminio con magnesio:
- {\displaystyle {\ce {^{[Y]}Al^{3+}\,+\, O = \,^{[Y]}Mg^{2+}\,+\, OH}}}
- {\displaystyle {\ce {2^{[Y]}Al^{3+}\,+\, ^{[Z]}Si^{4+}= 2^{[Y]}Mg^{2+}\,+\, ^{[Z]}S^{6+}}}}

Nei cristalli misti grossularia-katoite stati non c'erano segni di lacune. D'altra parte, la cosiddetta "giada rosa" del complesso di Bushveld in Sud Africa è costituita da una densa adesione di due diversi idrogrossularie con 2,65 e 2,5 Si per unità di formula, il che potrebbe indicare uno stretto divario di miscelazione. Ulteriori prove di un gap di miscelazione possono essere trovate negli studi sul comportamento di idratazione del cemento. Qui, la katoite pura si forma a 20 °C e si formano anche due diverse idrogrossularie di 0,42 e 0,76 Si a 110 °C, indicando un divario di miscelazione tra queste composizioni. Altri autori riportano un divario di miscelazione compreso tra 0,42 e 1,50 Si per unità di formula a 95 °C, tra 1,0 e 1,6 Si a 200 °C e tra 1,8 e 2,2 Si per unità di formula superiore a 250 °C.

## Origine e giacitura
Il contenuto di silicio delle idrogrossularie aumenta con l'aumentare delle temperature. Di conseguenza, a basse temperature fino a ~300 °C, la katoite si forma vicino alla superficie in cavità vulcaniche povere di silicio. Nella sua località tipo, la cava di fonolite vicino a Montalto di Castro, nel Lazio in Italia, forma sottili croste microcristalline o aggregati colonnari nelle cavità della fonolite. I cristalli ottaedrici hanno una dimensione di 0,1-0,3 mm e sono arrotondati. La katoite si trova qui in paragenesi con tobermorite, afwillite e idrocalumite. Altri minerali di questa località sono l'opale, la portlandite, il quarzo, l'ematite, il gesso, la calcite, l'apofillite, la cordierite, la jennite, la strätlingite e le zeoliti cabasite, gismondine e phillipsite.
Un altro sito è la cava di dacite sulla collina di Csódi a Dunabogdány, a Szentendre nella Contea di Pest, in Ungheria. La katoite appare qui come una crosta incolore di cristalli ottaedrici (0,1 mm) al contatto degli xenoliti calcosilicati con la dacite. I minerali associati includono brucite, lizardite, crisotilo, deweylite, smectite e calcite negli xenoliti e plagioclasio, biotite, anfibolo, vetro e granato nella dacite.
Nella regione dell'Eifel, la katoite è stata trovata negli xenoliti nei basalti alcalini. I minerali associati sono la fluorellestadite, la wadalite, l'andradite-schorlomite, la perovskite, la gehlenite, la magnesioferrite, la cuspidina, l'ettringite-thaumasite, l'idrocalumite, la jennite, la portlandite e la werwerkrauseite.
Altri siti (a partire dal 2017) includono la cava di basalto di Zeilberg vicino a Maroldsweisach in Baviera, in Germania, la cava di basalto a Láz Hill, Uzsabánya nella Contea di Veszprém, in Ungheria, alcuni affioramenti della Formazione Hatrurim nel Negev, in Israele, e Flekkeren vicino a Skien nel Telemark, in Norvegia.
Al di fuori dei siti naturali, la katoite si forma dalla posa di cementi contenenti alluminio, come il cemento Portland, ed è quindi un componente di uno dei materiali da costruzione più importanti dell'era industriale. Nelle geoscienze, la katoite è la sostanza modello per l'incorporazione dell'acqua nei silicati nominalmente anidri sostituendo SiO4 con (OH)4. Oltre alla maggior parte delle conchiglie, difetti di (OH)4 sono stati rilevati nell'olivina e nella coesite, ad esempio, e svolgono un ruolo importante nella comprensione dei processi nel mantello terrestre.

## Forma in cui si presenta in natura
La katoite di solito forma croste torbide incolori e lattiginose, meno spesso aggregati colonnari di cristalli ottaedrici. I cristalli, raramente visibili ad occhio nudo, sono incolori e trasparenti con una dimensione inferiore a un millimetro.